# McKenzie (Tennessee)
McKenzie é uma cidade localizada no estado norte-americano de Tennessee, no Condado de Carroll, Condado de Henry e Condado de Weakley.

## Demografia
Segundo o censo norte-americano de 2000, a sua população era de 5295 habitantes.
Em 2006, foi estimada uma população de 5420, um aumento de 125 (2.4%).

## Geografia
De acordo com o United States Census Bureau tem uma área de 14,3 km², dos quais 14,3 km² cobertos por terra e 0,0 km² cobertos por água. McKenzie localiza-se a aproximadamente 124 m acima do nível do mar.

## Localidades na vizinhança
O diagrama seguinte representa as localidades num raio de 20 km ao redor de McKenzie.